# Gara de Nord (Chișinău)

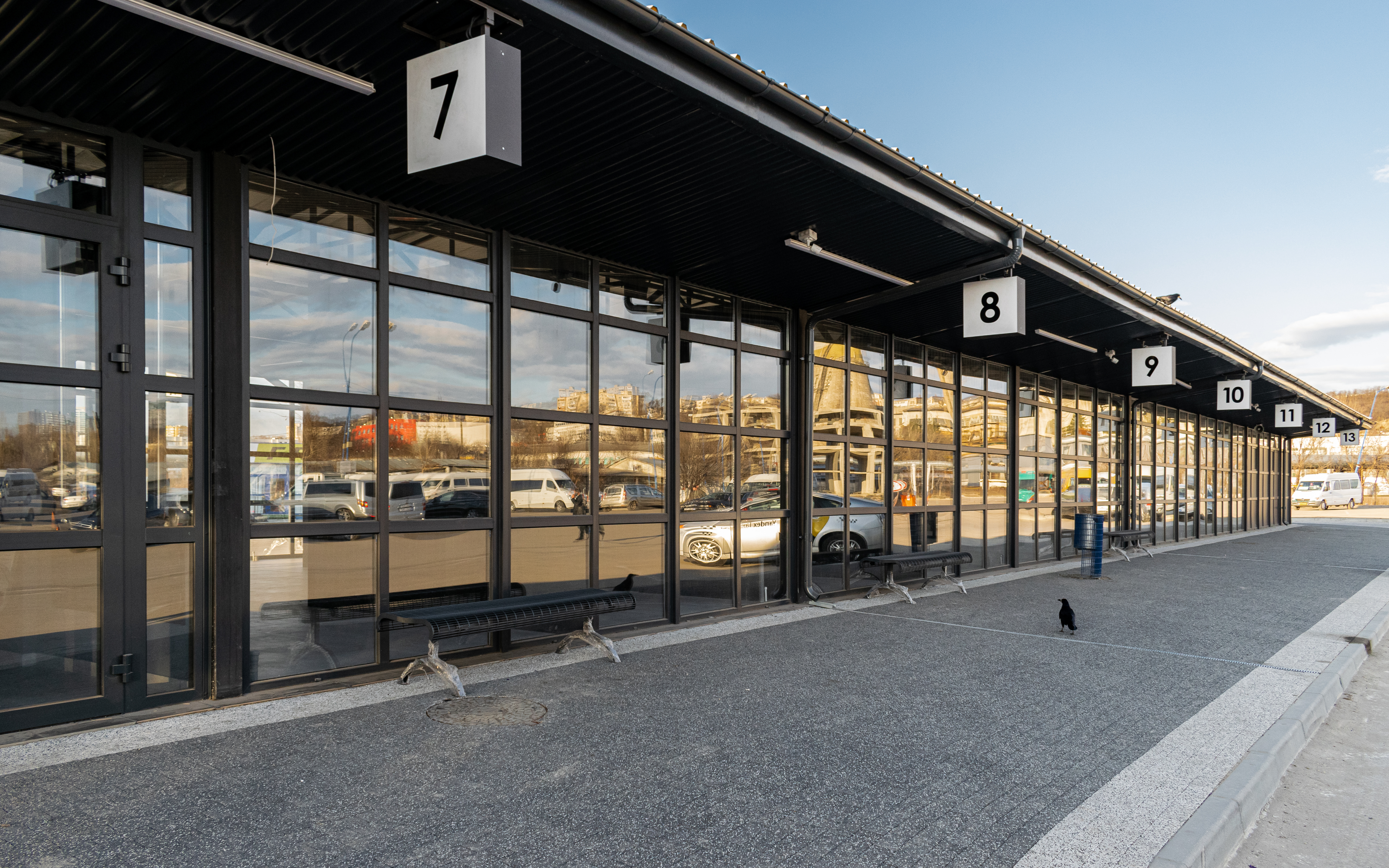
Platforma de plecare

Gara de Nord din Chișinău este una din cele trei autogări din municipiul Chișinău, situată în sectorul Rîșcani al capitalei pe strada Calea Moșilor, 2/1. Autogara deservește atât traficul intern de pasageri din Republica Moldova, cât și o serie de destinații internaționale (Ucraina, Rusia, România, Belarus, Polonia, Cehia, Letonia, etc.). În total sunt deservite 266 de rute.

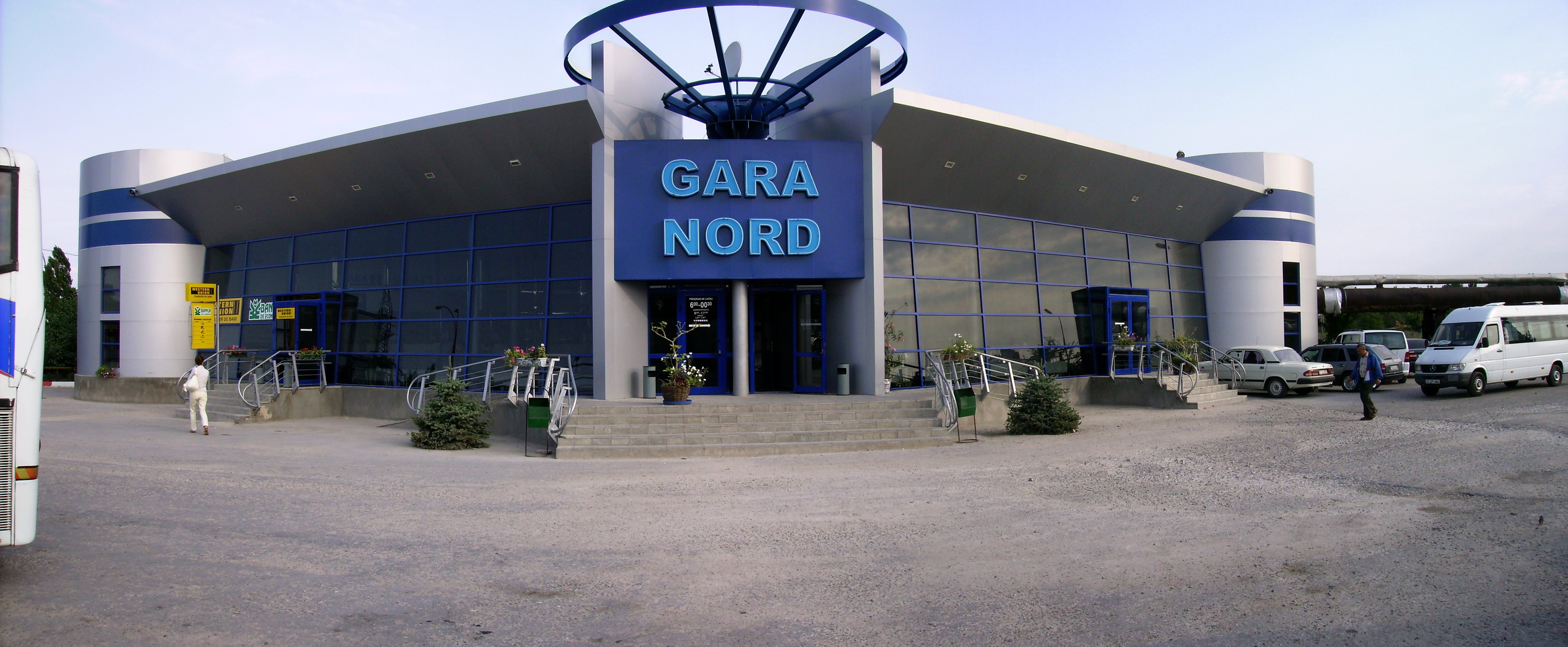
Sediul gării

## Istoric
Către 1997, gara centrală din Chișinău nu mai făcea față traficului de pasageri, care a crescut în legătură cu creșterea numărului de rute. Autogara centrală fiind construită pentru a deservi în mare parte rutele de autobuz suburbane. 
În 2001, conducerea orașului a anunțat începerea construcției Gării de Nord. În noiembrie aceluiași an (2001), arhitectul șef al orașului, Vladimir Modirca, a declarat presei că investitor va fi compania Ekstremum. Lotul pentru amplasarea viitoarei stații auto cu o suprafață de 2,17 hectare, a fost ales la intersecția străzilor Ismail și Calea Moșilor, lângă fabrica de tutun. Potrivit arhitectului-șef al orașului, a fost cea mai bună și rentabilă opțiune.
Prima etapă a construcției stației auto a fost încheiată la 1 decembrie 2004. Prima platformă a autogării a fost dată în exploatare în februarie 2005. În Gara de Nord de la cea centrală, au fost transferate ulterior cca. 100 de rute, iar mai târziu încă 250.

## Vezi și
- Gara centrală (Chișinău)
- Gara de Sud (Chișinău)

## Legături externe
- Site oficial